# Chârost
Chârost é uma comuna francesa na região administrativa do Centro, no departamento Cher. Estende-se por uma área de 11,01 km². Em 2010 a comuna tinha 984 habitantes (densidade: 89,4 hab./km²).